# Павлов Олексій Петрович
Павлов Олексій Петрович (19 листопада (1 грудня) 1854, Москва — 9 вересня 1929, Бад-Тельц, Німеччина; похований у Москві) — геолог і палеонтолог, академік Санкт-Петербурзької АН (1916; член-кореспондент з 1905).

## Біографія
Навчався в Другій Московській гімназії.
У 1879 закінчив природне відділення фізико-математичного факультету Московського університету. З 1881 року працював хранителем Геологічного та Мінералогічного кабінетів Московського університету. З 1886 року — професор цього ж університету.
З 1916 року Павлов був віце-президентом Московського товариства випробувачів природи. Був обраний членом ряду російських і іноземних наукових товариств, зокрема Лондонського геологічного товариства, Французького геологічного товариства, яке нагородило його Золотою медаллю ім. Годри (1926).
Дружиною Олексія Петровича була Павлова Марія Василівна — український палеонтолог та палеозоолог, професор.

## Наукова діяльність
Наукова діяльність пов'язана зі стратиграфією верхньоюрських та нижньокрейдяних відкладень Поволжя. Перший висунув гіпотезу про три періоди зледеніння Східноєвропейської рівнини, автор геоморфологічних праць щодо походження рельєфу рівнин. Досліджував зсуви Поволжя та методи їхнього попередження. Палеонтологічні дослідження Павлова пов'язані з вивченням мезозойських молюсків, головним чином амонітів і белемнітів.
В 1896 року ввів новий науковий термін, а саме Геократичні рухи — зміни рівня океану внаслідок коливальних тектонічних рухів земної кори. Представлені трансгресіями та регресіями моря. Термін був введений для від'ємних зміщень лінії узбережжя морів.

## Праці
По геології і палеонтології
- Нижневолжская Юра, Записки Минералогического Общества, т. XIX.
- Notes sur l'histoire géologique des oiseaux, Bull. S. Nat. Moscou, 1884.
- Генетические типы материковых образований ледниковой и послеледниковой эпохи, «Известия Геологического комитета», 1888, т. 7, № 7.
- Le Crétacé inférieur de la Russie et sa faune. — М., 1901.
- Enchaînement des aucelles et aucellines du crétacé russe, «Nouveaux mémoires de la Société des naturalistes de Moscou», 1907, v. 17, № 1.
- Юрские и нижнемеловые Cephalopoda Северной Сибири. — СПБ, 1914.
- Неогеновые и послетретичные отложения Южной и Восточной Европы. Сравнительная стратиграфия пресноводных отложений. — М., 1925.
- Оползни Симбирского и Саратовского Поволжья. — М., 1903.
- Геологический очерк окрестностей Москвы, 5 изд. — М., 1946.

По історії науки
- Павлов А. П. Полвека в истории науки об ископаемых организмах. — М., 1897.
- Павлов А. П. Ломоносов как геолог. — М., 1912.
- Павлов А. П. Значение Ломоносова в истории почвоведения. — Почвоведение, 1912.

Науково-популярні книги
- Павлов А. П. Морское дно, 1898;
- Павлов А. П. Реки и люди, 1925;
- Павлов А. П. Вулканы и землетрясения, моря и реки, 1948.
- Павлов А. П. Приказы и приказная бюрократия / Исторические записки, 1988.